# Questões de direitos humanos relacionados à pandemia de COVID-19
Durante a pandemia de COVID-19, foram relatadas violações de direitos humanos, incluindo censura, discriminação, detenção arbitrária e xenofobia de diferentes partes do mundo. A Amnistia Internacional respondeu que "as violações dos direitos humanos impedem, em vez de facilitar, as respostas a emergências de saúde pública e diminuem sua eficiência".

## Censura

### China
O governo da China aplicou a censura antecipada para suprimir informações sobre o coronavírus e os perigos que ele representa para a saúde pública. Houve críticas de que a epidemia foi autorizada a se espalhar por semanas antes que os esforços fossem realizados para conter o vírus. Li Wenliang, o médico chinês que alertou seus colegas sobre o coronavírus, foi detido e censurado por "espalhar falsos boatos". Ele sucumbiu à infecção e depois morreu. A corte suprema do povo da China rejeitou a disseminação do coronavírus como "boato". A Anistia Internacional criticou que a ação agressiva da China à Organização Mundial da Saúde envolvia a minimização da gravidade do surto.
Após vários vídeos sobre uma simulação de propagação da pandemia na Terra no jogo Plague Inc. em vídeos de jogabilidade, o governo chinês proibiu o jogo e foi removido de todas as lojas digitais. A Ndemic Creations, desenvolvedora de jogos, disse que não tem controle sobre a situação e lamentou o que havia acontecido.

### Polônia / Polónia
Uma parteira experiente que trabalhava durante a pandemia em um hospital polaco foi demitida depois que ela publicou um relatório no Facebook em 18 de março sobre as condições da equipe médica e do hospital em relação à pandemia. A mídia seguiu com relatos de médicos proibidos de fornecer informações à mídia. Em 25 de março de 2020, o Provedor de Justiça polaco Adam Bodnar informou o Ministro da Saúde de que a liberdade de expressão da equipe médica e o direito de saber do público são garantidos nos termos dos artigos 2, 51 e 61 da constituição polaca e que demitir ou punir médicos por informar o público durante a pandemia pode ser uma violação dos "padrões obrigatórios".
Em 26 de março, a secretária de Estado do Ministério da Saúde, Józefa Szczurek Żelazko, enviou uma declaração por escrito pedindo aos consultores médicos das Voivodias da Polônia que não fizessem declarações sobre a SARS-CoV-2, a situação epidemiológica, os riscos para a equipe médica ou métodos de proteção contra infecções, a menos que tenham consultado primeiro o Ministério da Saúde ou a Główny Inspektorat Sanitarny (Agência Nacional de Saúde). Um grupo de médicos, Porozumieniu Chirurgów SKALPEL, descreveu a ordem como chantagem e disse que havia risco de catástrofe.

### Redes sociais online
Várias redes sociais virtuais aplicaram medidas anti-spam para conteúdo publicado sobre o SARS-CoV-2 e a pandemia.[carece de fontes?]
O Facebook supostamente censurou o conteúdo informativo sobre o vírus. Segundo os usuários, os posts sobre o coronavírus de fontes confiáveis de mídia foram bloqueados e ocultados por outros usuários. O Facebook afirmou que um bug foi responsável por isso, mas circulam conspirações de que isso foi feito deliberadamente para suprimir informações.[carece de fontes?]
O YouTube desmonetizou vários vídeos nos quais o termo "corona" foi usado no vídeo. A desmonetização foi incluída sob as regras do conteúdo sensível.

## Direito à saúde
Na China, muitos pacientes tiveram que ser afastados dos hospitais após horas de filas devido ao grande número de pessoas doentes. Falta de materiais de teste e tratamento também foi relatado. Devido ao alto volume de entrada de pacientes na Itália, os médicos foram forçados a decidir se tratariam ou não os idosos ou deixá-los morrer. Uma foto de uma enfermeira que desmaiou devido ao enorme stress de trabalho em um hospital italiano foi amplamente divulgada como um símbolo do sistema sobrecarregado.

## Discriminação e xenofobia
Houve relatos de aumento do racismo contra o povo asiático, principalmente o chinês na Europa e nas Américas. O Comitê de Emergência da Organização Mundial da Saúde emitiu uma declaração aconselhando todos os países a estarem atentos aos "princípios do Artigo 3 do RSI (Regulamento Sanitário Internacional), que a OMS diz ser um cautela contra "ações que promovam estigma ou discriminação" ao realizar medidas de resposta nacional ao surto.
Um fotógrafo da equipe do Washington Post capturou um instantâneo das notas do discurso do presidente dos EUA, Donald Trump, nas quais ele riscou a palavra "coronavírus" e a substituiu por "vírus chinês". Trump se referiu ao coronavírus como "vírus chinês" em seus discursos em meio a crescentes protestos contra o racismo de diferentes quadrantes. No entanto, ele afirmou que não acredita que suas declarações sejam racistas porque o vírus se originou a partir daí, e que ele também pretendia combater a propaganda chinesa que alegava que os soldados americanos originalmente trouxeram o vírus para a China.
A Índia viu muitos casos de pessoas de suas partes do nordeste serem chamadas de 'coronavírus' por causa de suas semelhanças raciais com os chineses, onde a pandemia se originou. Isso ocorre no contexto dos problemas existentes de racismo que as pessoas dessas regiões continuam enfrentando. O ministro de Estado para Assuntos Minoritários do governo indiano, Kiren Rijiju, fez uma declaração contra os crescentes casos de comentários racistas contra o povo do nordeste da Índia.

## Supressão de informação
A Amnistia Internacional relata que o governo chinês censurou vários artigos relacionados à pandemia de coronavírus na China. Nicholas Bequelin, diretor regional da Amnistia Internacional, criticou que "as autoridades chinesas correm o risco de ocultar informações que poderiam ajudar a comunidade médica a combater o coronavírus e ajudar as pessoas a se protegerem contra a exposição a ele".

## Assédio e intimidação
Ativistas que compartilham informações sobre a situação de pandemia de coronavírus na China foram intimidados e assediados.

## Controle desproporcional de fronteiras e quarentena
O governo australiano enviou centenas de australianos para um centro de detenção de imigração na Ilha Christmas, onde as condições foram descritas anteriormente como "desumanas" pela Associação Médica Australiana.

## Direito à privacidade
Governos em muitos países realizam vigilância em massa para contatar o rastreamento da doença e seus portadores. Na China, o governo instalou o sistema de CFTV às portas dos indivíduos em quarentena para garantir que eles não saíssem. Alguns moradores de Hong Kong foram obrigados a usar uma pulseira ligada a um aplicativo de smartphone para alertar as autoridades se a pessoa quebrasse a quarentena. Em algumas partes da Índia, os passageiros foram carimbados com tinta indelével nas mãos, a data até a pessoa permanecer em quarentena.

## Estigmatização
As pessoas que se recuperaram da doença experimentaram estigma social. Os profissionais de saúde que cuidam de indivíduos com COVID-19 enfrentam problemas de saúde mental por medo de serem estigmatizados por sua família e comunidade.